# Max Zacharias
Heinrich Wilhelm Max Zacharias (* 5. Mai 1873 in Berlin; † 2. Mai 1962) war ein deutscher Mathematiker. 
Zacharias studierte 1894 bis 1897 in Berlin, legte 1898 die Lehramtsprüfung ab, war ab 1901 Gymnasiallehrer in Berlin und promovierte 1903 in Rostock (Über die Beziehung zwischen den 27 Geraden auf einer Fläche 3. Ordnung und den 28 Doppeltangenten einer ebenen Kurve 4. Ordnung) bei Otto Staude.
Er schrieb den Artikel Elementargeometrie in der Enzyklopädie der mathematischen Wissenschaften und (teilweise mit Max Ebner) in den 1920er und 1930er Jahren mehrere Schullehrbücher über Geometrie, Arithmetik, Trigonometrie und Algebra. Er schrieb auch eine Einführung in die nichteuklidische und eine in die projektive Geometrie. Er gab das Brouillon Projet von Gérard Desargues bei Ostwalds Klassikern der Exakten Wissenschaften in deutscher Übersetzung heraus und veröffentlichte über Desargues.
Später hatte er den Professorentitel.

## Schriften
- Das Parallelenproblem und seine Lösung: eine Einführung in die hyperbolische nichteuklidische Geometrie, Teubner 1937, 2. Auflage 1951
- Einführung in die projektive Geometrie, Teubner 1912, 4. Auflage 1951, online hier  (die Projektive Geometrie wird anhand der Beiträge von Desargues, Blaise Pascal, Jean-Victor Poncelet, Jakob Steiner, Karl Georg Christian von Staudt dargestellt, denen jeweils ein Kapitel gewidmet ist)